# Paul Kellermann (Dokumentarfilmer)
Paul Kellermann (* 20. August 1905 in Herscheid; † 20. September 1991 in Lüdenscheid) war ein deutscher Dokumentarfilmer.

## Leben
Paul Kellermann wuchs in Hervel, einem Ortsteil von Herscheid in Westfalen, auf einem Bauernhof auf. Er besuchte das Gymnasium im knapp 13 Kilometer entfernten Lüdenscheid, wo er 1923 sein Abitur ablegte. Anschließend studierte Kellermann Kunstgeschichte, Germanistik und Philosophie in Jena, München, Berlin und Marburg.
Nach seinem Studium arbeitete er 1934 als Volontär bei der Commerz-Film A.G. in Berlin, worauf sich eine Stelle als Regieassistent anschloss. Zu Beginn des Zweiten Weltkriegs wurde Kellermann in die Wehrmacht einberufen, sodass seine Filmarbeit zunächst ruhte.
Nach Kriegsende versuchte Kellermann, sich mit Auftragsarbeiten selbständig zu machen, was zunächst jedoch erfolglos blieb.
Ab Ende der 1940er Jahre wirkte er als Kameramann, Regisseur und Produktionsleiter bei Filmen der Herbert Dreyer-Kulturfilme in Düsseldorf mit. Zu diesem Zeitpunkt begann er gleichzeitig, auch eigene Filme zu produzieren. Aber erst im März 1957 trug er sich im Lüdenscheider Handelsregister als selbstständiger Filmproduzent ein und erstellte von da an bis in die 1970er Jahre hinein kontinuierlich Dokumentarfilme, die größtenteils im Sauerland und den angrenzenden Regionen entstanden.

## Werke
Aus seiner Zeit bei der Commerz-Film A.G. ist nur bei wenigen Filmen eine Mitwirkung Paul Kellermanns bekannt. Zu diesen zählen unter anderem die Lehrfilme „Die Lenkung eines Kraftwagens“, „Verkehrszeichen und ihre Bedeutung“ und „Der Dieselmotor“.
Bei den Dokumentarfilmen, die Kellermann in seiner kleinen Lüdenscheider Produktionsfirma anfertigte, handelte es sich vornehmlich um Industriefilme und Landschaftsporträts. Beispielsweise porträtierte er in verschiedenen Filmen das märkische Sauerland.
Mitte der 1970er Jahre verabschiedete sich Kellermann aus dem professionellen Filmgeschäft.
Sein filmischer Nachlass befindet sich im Filmarchiv des LWL-Medienzentrums für Westfalen.

## Filme (Auswahl)
- Eine Talsperre entsteht – Versetal (1952)
- Haubergswirtschaft im Siegerland (1953)
- Aus der Geburtsstätte unserer Schrauben (1955)
- Edelstahl – Werkstoff unserer Zeit (1956)
- An den Quellen (1956)
- Halbinsel im grünen Meer (1958)
- Stadt Hagen – Stadt zwischen Erz und Kohle (1959)
- Im märkischen Sauerland Teil I bis III (1961–1968)
- Vom Osemund zum Edelstahl (1965)
- Waldland Wittgenstein (1965)
- Rund um das Ebbegebirge (1971)
- Wasser für die Ruhr (1972)
- Kreis Olpe – Schönes Südsauerland (1973)